# Comuna Zelenkivka, Nedrîhailiv
Zelenkivka (în ucraineană Зеленківка) este o comună în raionul Nedrîhailiv, regiunea Sumî, Ucraina, formată din satele Komîșanka, Kușnirî, Likarivșciîna, Mirkî, Peatîdub, Sorokolitove și Zelenkivka (reședința).

## Demografie
Componența lingvistică a comunei Zelenkivka
     Ucraineană (97,43%)
     Rusă (1,95%)
     Alte limbi (0,27%)
Conform recensământului din 2001, majoritatea populației comunei Zelenkivka era vorbitoare de ucraineană (97,43%), existând în minoritate și vorbitori de rusă (1,95%).